# حاوي ذيبان (دير الزور)
حاوي ذيبان قرية سورية تتبع ناحية ذيبان في منطقة الميادين في محافظة دير الزور. بلغ عدد سكانها 5789 نسمة في عام 2004 حسب إحصاء المكتب المركزي للإحصاء.